# Jaron Hopkins
Pour les articles homonymes, voir Hopkins.
Jaron Hopkins, né le 14 novembre 1994 à Mesa, Arizona, est un joueur américain de basket-ball. Il évolue aux postes d'arrière et d'ailier.

## Biographie

### Carrière universitaire
En 2013, Hopkins rejoint l'Université du Colorado à Boulder où il joue pour les Buffaloes.
En 2015, il part à l'Université d'État de Californie à Fresno où il joue pour les Bulldogs à partir de la saison 2016-2017. Le 24 février 2018, il se blesse au pied droit et doit mettre un terme à sa saison.

### Carrière professionnelle
Le 21 juin 2018, lors de la draft 2018 de la NBA, automatiquement éligible, il n'est pas sélectionné.
Le 7 octobre 2018, il signe au Charge de Canton.

## Statistiques

### Universitaires
| Saison    | Équipe       | Matchs | Titul. | Min./m | % Tir | % 3pts | % LF | Rbds/m. | Pass/m. | Int/m. | Ctr/m. | Pts/m. |
| --------- | ------------ | ------ | ------ | ------ | ----- | ------ | ---- | ------- | ------- | ------ | ------ | ------ |
| 2013-2014 | Colorado     | 35     | 9      | 18,2   | 38,2  | 31,0   | 50,0 | 2,49    | 1,03    | 0,77   | 0,09   | 4,80   |
| 2014-2015 | Colorado     | 32     | 17     | 20,9   | 47,7  | 33,3   | 53,8 | 3,34    | 1,31    | 1,00   | 0,12   | 5,84   |
| 2016-2017 | Fresno State | 33     | 27     | 29,7   | 48,1  | 24,3   | 58,3 | 5,55    | 3,61    | 2,09   | 0,24   | 13,15  |
| 2017-2018 | Fresno State | 25     | 25     | 28,6   | 50,7  | 36,8   | 57,7 | 5,68    | 3,08    | 1,40   | 0,36   | 11,36  |
| Total     |              | 125    | 78     | 24,0   | 47,0  | 30,7   | 55,9 | 4,15    | 2,19    | 1,30   | 0,19   | 8,58   |

## Palmarès
- Mountain West All-Conference Third Team (Media) - 2017
- Mountain West All-Defensive Team (Coaches) - 2017